# Scolecocampa tripuncta
Scolecocampa tripuncta là một loài bướm đêm trong họ Erebidae.